# 2008年7月體育
| 2008年體育： | ← \| 1月 \| 2月 \| 3月 \| 4月 \| 5月 \| 6月 \| 7月 \| 8月 \| 9月 \| 10月 \| 11月 \| 12月 \| → |
|              |                                                                                               |

## 7月29日
- 2008年環法自行車賽
  - 於巴黎香榭麗舍大街落幕，西班牙車手薩斯特雷獲得總冠軍。

## 7月28日
- 美國職棒
  - 西雅圖水手隊中外野手鈴木一朗成為最年輕的在職業聯盟打出3000支安打的球員，他於美國職棒大聯盟打出1722支安打、日本職棒打出1278支安打。

## 7月14日
- 美國職棒
  - 2008年美國職棒大聯盟明星賽與紐約布朗克斯的洋基球場舉行：
    - 美國聯盟以4:3擊敗國家聯盟，共打了15局。
      - 這次明星賽平了1967年明星賽的最長局數比賽，總計比賽時間為4小時50分，也讓美國聯盟取得2008年世界大賽的主場優勢。

## 7月6日
- 2008年溫布頓網球錦標賽
  - 西班牙球手拉斐爾·納達爾與瑞士球手羅傑·費德勒大戰五盤，納達爾以6-4, 6-4, 6-7, 6-7, 9-7獲得溫布爾登冠軍。
- 美國職棒：
  - 克里夫蘭印地安人投手C.C.薩巴西亞被交易到密爾瓦基釀酒人換取四名小聯盟球員。（Yahoo Sports（页面存档备份，存于））

## 7月5日
- 2008年溫布頓網球錦標賽
  - 美國運動員维纳斯·威廉姆斯在2008年溫布爾登網球錦標賽決賽中以2:0戰勝其妹妹塞雷娜·威廉姆斯，第五次獲得溫布爾登網球錦標賽的冠軍。